# Льюїс (футбольний клуб)
ФК «Льюїс» (англ. Lewes Football Club) — англійський футбольний клуб з однойменного міста, заснований у 1885 році. Виступає у Національній лізі Півдня. Домашні матчі приймає на стадіоні «Дріппінг Пен», потужністю 3 000 глядачів.